# Megasema obscurior
Megasema obscurior là một loài bướm đêm trong họ Noctuidae.